# Falchion

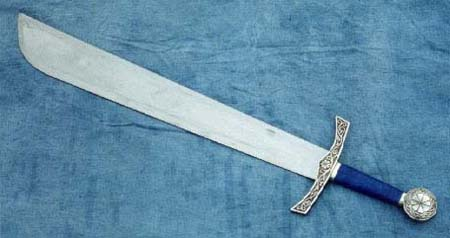
Falchion

A falchion egykezes, egyélű középkori európai kard, amely ívelt vágóéllel rendelkezik. A széles penge formája hasonlít a kínai dadao kardra, illetve egyes modern machetékre. A falchion különféle változatai a 13-16. században voltak elterjedve Európában.

## Típusai
A jelentős mennyiségben fennmaradt kétélű európai kardokhoz (pl. hosszúkard) képest falchionból alig egy tucat eredeti példányt ismer a tudomány. Két alaptípus különíthető el.

### Conyers falchion
A kard pengéje leginkább egy hentesbárd pengéjére hasonlít, vagy egy olyan machetére, aminek a pengéje a vágóeszköz hegye felé kiszélesedik. Ezek a falchionok a 13. és 14. században terjedtek el Európában.

## Fordítás
- Ez a szócikk részben vagy egészben  a   Falchion című angol Wikipédia-szócikk fordításán alapul.  Az eredeti cikk szerkesztőit annak laptörténete sorolja fel. Ez a jelzés csupán a megfogalmazás eredetét és a szerzői jogokat jelzi, nem szolgál a cikkben szereplő információk forrásmegjelöléseként.